# Gračanica (Ljubovija)
Gračanica (em cirílico: Грачаница) é uma vila da Sérvia localizada no município de Ljubovija, pertencente ao distrito de Mačva, na região de Podrinje Azbukovica. A sua população era de 360 habitantes segundo o censo de 2011.

## Demografia
| 1948 | 1953  | 1961  | 1971 | 1981 | 1991 | 2002 | 2011 |
| ---- | ----- | ----- | ---- | ---- | ---- | ---- | ---- |
| 990  | 1 160 | 1 096 | 711  | 630  | 536  | 465  | 360  |